# Aerangis distincta
Aerangis distincta là một loài thực vật có hoa trong họ Lan. Loài này được J.Stewart & la Croix mô tả khoa học đầu tiên năm 1987.